# 伊藤仁斎

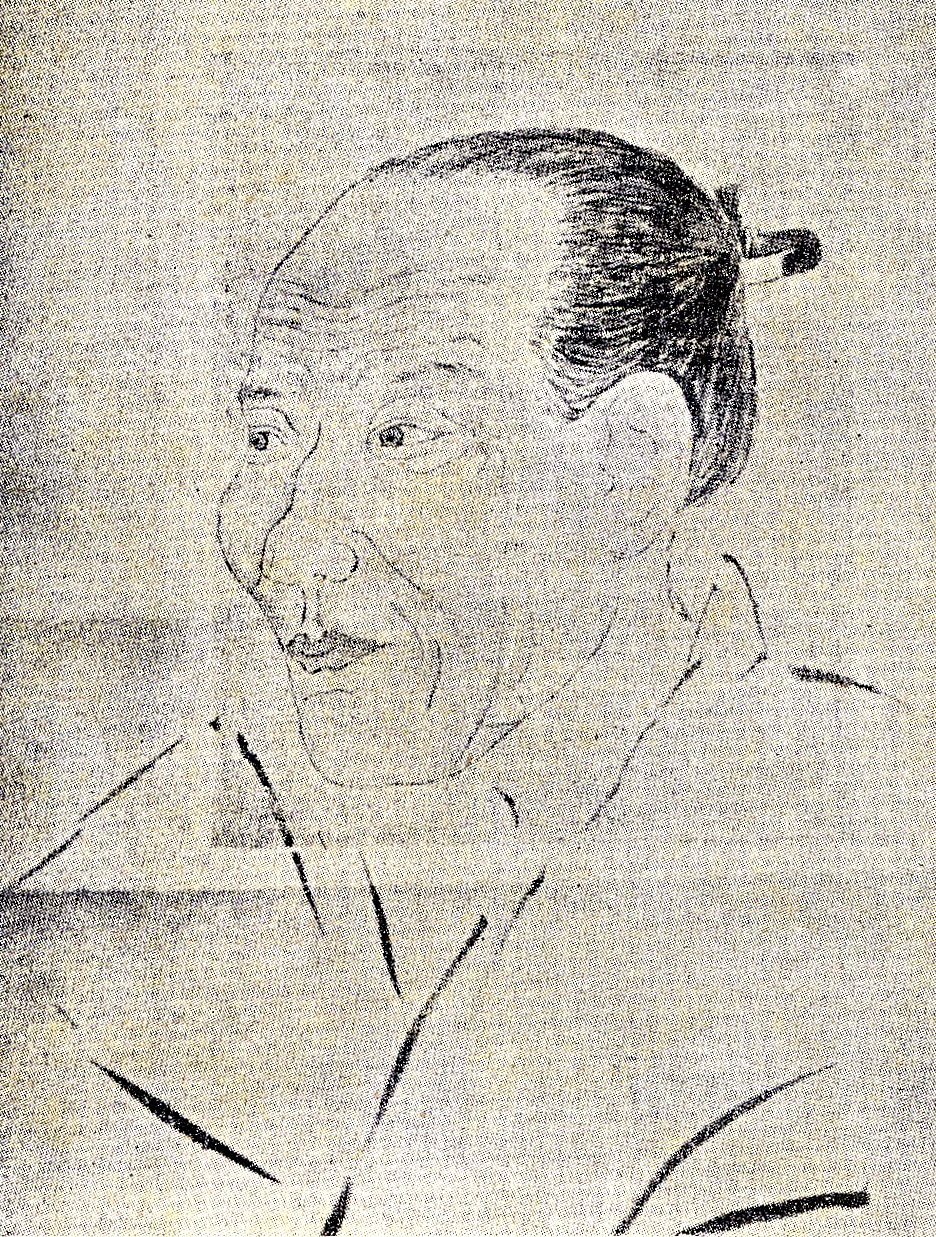
伊藤仁斎、堀川門人による肖像

伊藤 仁斎（いとう じんさい、寛永4年7月20日（1627年8月30日） - 宝永2年3月12日（1705年4月5日））は、江戸時代の前期に活躍した儒学者・思想家。京都の生まれ。日常生活のなかからあるべき倫理と人間像を探求して提示した。
諱は、はじめ維貞、のち維禎。仮名 (通称)は、源吉、源佐、源七。屋号は、鶴屋七右衛門。仁斎は号であり、諡号は古学先生。『論語』を「最上至極宇宙第一の書」と尊重した。
初めは朱子学者であったが、後に反朱子学となり、孔子・孟子の原義に立ち返る「古義」を標榜した。

## 生涯
- 寛永4年7月20日（1627年8月30日）　京都で誕生。
- 1662年　京都の堀川に古義堂(堀川学校)を開く。堀川を隔てた対岸に、山崎闇斎の闇斎塾があった。
- 宝永2年3月12日（1705年4月5日）　死没。

### 家庭
- 40歳を過ぎてから結婚し1男2女をもうけたが、52歳のときに妻に先立たれ、その数年後に再婚し、更に4男1女をもうけた。末子で五男の蘭嵎（らんぐう）が生まれたのは仁斎68歳の時である。5人の男子は皆、優れた儒学者となった。東涯（原蔵）・梅宇（重蔵）・介亭（正蔵）・竹里（平蔵）・蘭嵎（才蔵）で、世上「伊藤の五蔵」と称された。

## 学説と思想
『論語』を「最上至極宇宙第一の書」と称した。
古義学（古学）を提唱し、主著に『論語古義』『孟子古義』『語孟字義』『中庸発揮』『童子問』『古学先生文集』などが挙げられるが、生前は講義と著述の整理・推敲に尽力し、著作を公刊することはなかった。
仁斎の学問手法は、当時支配的だった朱子学的経典解釈を廃し、直接テクストを検討するというものである。朱子学は学問体系としては非常に整ってはいたが、その成立過程に流入した禅学や老荘思想といった非儒教的な思想のために経書の解釈において偏りがあった。仁斎はそのような要素を儒学にとって不純なものとみなし、いわば実証主義的な方法を用いた。このような傾向は同時代の儒学研究に共通にみられるものである。仁斎は朱子学の「理」の思想に反して、「情」を極的に価値づけした。客観的でよそよそしい理屈よりも人間的で血液の通った心情を信頼している。四端の心や性善説を唱えた。

## 校注著作
- 『論語古義』（関儀一郎編『日本名家四書注釈全書』論語部壱、東洋図書、1922年4月）
- 『孟子古義』（関儀一郎編『日本名家四書注釈全書』孟子部壱、東洋図書、1924年10月）
- 清水茂校注 『童子問』[1]岩波文庫、1970年。ISBN 978-4-00-330091-6 - 度々重版
- 木村英一編集・解説 『日本の思想11　伊藤仁斎集』 筑摩書房、1970年
- 吉川幸次郎編集・解説、清水茂校注『日本思想大系33 伊藤仁斎　伊藤東涯』 岩波書店、1971年 -「語孟字義」「古学先生文集」
- 貝塚茂樹責任編集 『日本の名著13　伊藤仁斎』[2] 中央公論社 1972年、新版・中公バックス 1983年
- 浅山佳郎、厳明校注『日本漢詩人選集4 伊藤仁斎』 研文出版、2000年11月、ISBN 978-487636-190-8
- 植谷元校注 『新日本古典文学大系99　仁斎日札 ほか』 岩波書店、2000年
- 伊東倫厚 『伊藤仁斎　附伊藤東涯』＜叢書・日本の思想家10＞明徳出版社、1983年3月
- 三宅正彦編集・解説 『古学先生詩文集』＜近世儒家文集集成　第1巻＞ぺりかん社、1985年

## 解説書
- 谷沢永一『日本人の論語－伊藤仁斎「童子問」を読む』 PHP研究所（新版）、2015年2月、ISBN 4-569-82367-X
- 渡部昇一『伊藤仁斎「童子問」に学ぶ　人間修養に近道なし』 致知出版社、2015年12月、ISBN 4-8009-1098-6